# Navadni lirorepec
Navadni lirorepec (znanstveno ime Menura novaehollandiae) je avstralska ptica pevka, ena od dveh vrst iz družine lirorepcev. Je ena največjih ptic pevk, znana tudi po svojem umetelnem repu in izstopajoči sposobnosti posnemanja zvokov. Vrsta je endemična na jugovzhodu države, vendar je bila priseljena tudi v Tasmanijo. Po Davidu Attenboroughu gre za vrsto z najbolj prefinjenimi glasovnimi sposobnostmi vsega živalskega sveta.
Navadni liroperec je upodobljen tudi na avstralskem kovancu za 10 centov.